# Mateco-Hungary Kft.
A Mateco-Hungary Kft. (korábban: FésB Stage Kft; Gépbér Hungária Kft.) 1999 márciusában jött létre azzal a céllal, hogy a magasépítéshez használt modern szerelő-munkaállvány igényeket lefedve nyújtson hatékony és biztonságos gépparkot a magasban történő munkavégzéshez. A cég profilban az új és használt munkagépek értékesítése mellett a gépek bérbeadása, szervizelése, valamint az emelőgép-vezető és targoncakezelő képzés szerepel kiemelkedő hangsúllyal.

## Cégtörténet
A cég magja az 1973-ban Stuttgartban alapított maltech Hebebühnen-Autovermietung GmbH & Co., amely az 1990-es években terjeszkedett a környező országokba (Luxemburg és Lengyelország). A tőzsdén nem jegyzett Mateco AG 1999-ben alakult.
- A Mateco AG a 2000-es évek eleje óta több kisebb versenytársat is átvett és kibővítette fiókhálózatát.
- 2007-ben a berlini Odewald & Compagnie befektetési társaság vette át a Mateco AG többségét.
- 2012-ben a társaság nagy része a waregemi székhelyű belga TVH-csoporthoz került.

A belga vállalaton belül történt átrendeződés után létrejött a luxemburgi Mateco Holding cégcsoport, mely mára már 16 országban van jelen, és amelynek 2019 óta Mateco-Hungary Kft. néven, a magyar vállalat is tagjává vált.

## A magyarországi infrastruktúra fejlesztés

### 1999
Budapesten, 1 fős vállalkozás keretében megalakult a FésB Stage Kft. Két fő tevékenységi köre az építőipari gépek forgalmazása és bérbeadása, valamint a színpadtechnika.

### 2000
Kibővült tulajdonosi körrel, budapesti irodában és kecskeméti telephelyen, Gépbér Hungária Kft. néven folytatják tevékenységünket.

### 2001
A budapesti telephely létrehozása.

### 2003
Romániában, Romlift Serv. Srl néven, megalakul az első külföldi leányvállalat, Székelyudvarhely központi telephellyel.

### 2008
Szerbiában, Gépbér Srbija néven megalakul a második külföldi leányvállalat, Szabadka központi telephellyel.

### 2009
A debreceni telephely megnyitása.

### 2011
A harmadik vidéki telephelyet Győrben alapították.

### 2013
A cég a TVH Group-pal, mint többségi tulajdonossal folytatja tevékenységét, és elkezdi középtávú fejlesztési stratégiájának megvalósítását. (A TVH egy nagynevű európai, iparágában meghatározó cég, amely targoncák, munkaállványok, mezőgazdasági gépek alkatrészeinek értékesítésével, valamint személy- illetve teheremelők és targoncák bérbeadásával foglalkozik.)

### 2015
A saját tulajdonú telephelyek fejlesztési stratégiájának keretein belül megvalósul a központi iroda és telephely fejlesztése Szigetszentmiklóson.

### 2017
Romániában a Romlift Serv. Srl leányvállalat egyesül a TVH cégcsoport tulajdonába kerülő versenytárssal és Industrial Access néven működik tovább.

### 2018
A dinamikus fejlődés eredményeként a szigetszentmiklósi központi telephely kétszeresére bővül.

### 2019
A Győri Ipari Park területén, saját tulajdonú telephely tervezése indul.
A Gépbér Hungária Kft 20. éves évfordulóján ünnepélyes keretek között nevet vált, felveszi a cégcsoporton belüli egységes mateco márkanevet és Mateco-Hungary Kft. néven működik tovább.

### 2021
Nyugat magyarországi központként, saját építésű telephely és irodaház nyílik a Győri Ipari Parkban, a mateco-tól elvárható magas színvonalú minőséggel és ügyfél kiszolgálással.

## Géppark
Lépésről lépésre kerültek bevezetésre a magyarországi piacon a különböző profilú és felhasználású gépek, melyek a körültekintő kiválasztásnak, valamint a megbízható szervizhálózatnak köszönhetően egyre nagyobb népszerűségre tettek szert.
Az ipari szegmens igényeivel lépést tartva a Mateco-Hungary Kft. a meglévő típusokon felül (ollós és teleszkópos munkaállványok, speciális személy emelők) további három gép-családdal – önjáró szerelő munkaállványok, targoncák, multifunkciós homlokrakodók – fejlesztette gépparkját, lefedve ezáltal minden olyan alkalmazási területet, amely igényként és megoldandó feladatként felmerülhet.
A cég gép-parkjában kizárólag a vezető gyártók legjobb felszereltségű munkaállványai és gépei találhatók meg. Beszállítóink többek között a:
- Genie Industries,
- JLG,
- Manitou,
- Holland Lift,
- Doosan,
- Still.

## Tanúsítványok
A Mateco-Hungary Kft. 2017-ben bevezette az ISO 9001, valamint ISO 14001 szabványokra épülő minőségirányítási és környezetirányítási rendszereket, melyeket azóta is alkalmaz.

## Díjak, elismerések
1. A Mateco-Hungary Kft. 2020-ban és 2021-ben is elnyerte a Business Superbrands kitüntetést.
2. 2021-ben az IAPAs (International Awards for Powered Access) a Legjobb Emelőgép Bérbeadó Cég (Access Rental Company of the Year ) díját nyerte el a Mateco Holding cégcsoport és tagjai.